# Pokrovka, Krasnopillea
Pokrovka (în ucraineană Покровка) este localitatea de reședință a comunei Pokrovka din raionul Krasnopillea, regiunea Sumî, Ucraina.

## Demografie
Componența lingvistică a localității Pokrovka
     Ucraineană (95,72%)
     Rusă (4,02%)
     Alte limbi (0,26%)
Conform recensământului din 2001, majoritatea populației localității Pokrovka era vorbitoare de ucraineană (95,72%), existând în minoritate și vorbitori de rusă (4,02%).